# الكتاب الأسود: اختلال ميزان تقسيم السلطة والثروة في السودان
الكتاب الأسود: اختلال ميزان تقسيم السلطة والثروة في السودان أو الكتاب الأسود هو كتاب يوضح بالتفصيل نمط السيطرة السياسية غير المتكافئة لسكان شمال السودان وتهميش باقي أنحاء البلاد. نُشر الكتاب في جزأين، الأول في أيار (مايو) 2000م، والثاني في آب (أغسطس) 2002م. نُشر الكتاب دون الكشف عن هوية مؤلفه، وكُشف لاحقًا عن وجود روابط قوية بين الكتاب وحركة العدل والمساواة، وهي جماعة متمردة ناشطة في الصراع الذي اندلع لاحقًا في دارفور.

## محتويات الكتاب
| المنطقة | تعداد السكان | ٪    | التوزيع الجغرافي | ٪    |
| ------- | ------------ | ---- | ---------------- | ---- |
| الشمال  | 1026406      | 5.4  | 58               | 79.5 |
| الشرق   | 2،222،779    | 11.8 | 1                | 1.4  |
| الوسط   | 4،908،038    | 26.5 | 2                | 2.8  |
| الجنوب  | 4،407،450    | 23.7 | 12               | 16.4 |
| الغرب   | 6،072،872    | 32.6 | 0                | 0    |

تحدد الصفحة الأولى من الجزء الأول للكتاب الأسودموضوعه: "يكشف هذا الكتاب عن مستوى الظلم الذي مارسته الحكومات المتعاقبة، والعلمانية والثيوقراطية، والديمقراطية أو الاستبدادية، منذ استقلال البلاد عام 1956م حتى الآن". كان الجدل الرئيسي هو استحواذ العرب المتواجدين على ضفاف الأنهار بالقرب من الخرطوم بالسلطة المركزية، وثبت ذلك من خلال التحليل الإحصائي. يُفصّل الرسم البياني الأول من بين العديد من الرسوم الأخرى سكان المناطق المختلفة وعدد الممثلين على المستوى الوطني، كنسبة مئوية من الإجمالي منذ الاستقلال. وأشار إلى أن الرؤساء جميعًا جاءوا من الشمال. يمضي الكتاب في تفصيل أعداد الرؤساء، وحائزي المناصب الدستورية، وحكام الولايات المنحدرين من شمال السودان منذ الاستقلال، وكلها موضحة من خلال الرسوم البيانية. يمضي الكتاب الأسود قدمًا بعد الحديث عن نقطة المركزية حول عدم المساواة في المناصب العليا في تفصيل النتائج غير المتناسبة بالمثل في عدد المدعين العامين والموظفين التنفيذيين في وزارة المالية والمجلس الوطني لتوزيع الموارد، الذي يخصص يستحوذ على ثروات النفط، وكذلك ملاحظة الهيمنة الثقافية لوسائل الإعلام الوطنية من قبل الشماليين. تم تحليل كل قطاع رئيسي من المجتمع لإظهار نمط السيطرة الشمالية.
يقول الأكاديمي عبد الله التوم في نقده للكتاب أن النصف الأخير من الكتاب ليس جيدًا تقريبًا مثل البداية الإحصائية الثقيلة، مما يشير إلى نقاط لم يتم إثباتها بعد ذلك، كما يقع الكتاب في بعض الأحيان في عبارات جدلية. فعلى سبيل المثال، ينص الكتاب الأسود على أن المعدات التي كان من المقرر استخدامها لمشروع الطريق السريع الغربي قد تم تحويلها إلى مشروع الطريق السريع الشمالي، والذي ترددت شائعات عنه وصدقه الناس على نطاق واسع، ولكن لم يتم تقديم أي دليل يدعم ذلك. ويضيف التوم الملاحظات التالية: الكتاب لديه نظرة ضمنية إلى السودان على أنه بلد إسلامي، ويؤكد على مظالم غرب السودان (أي دارفور وكردفان) فوق المناطق المهمشة الأخرى، متبنيُا هجومًا حادًا تجاه الشمال كله، وليس فقط العشائر الثلاث التي حددها على أنها تسيطر على الحكومة وهي الشايقية والجعليون والدناقلة.
كان من المفترض أن يركز الجزء الثاني في الأصل على توصيات السياسة المنبثقة عن التحليل الوارد في الجزء الأول. ومع ذلك، هاجمت الحكومة السودانية بشدة نتائج الجزء الأول، لدرجة أن الكتاب انتهزوا الفرصة بدلاً من ذلك لدعم الجزء الأول. وهكذا يتألف الجزء الثاني من قائمة كل مسؤول حكومي تم احتسابه في الجزء الأول، مع انتمائه الإقليمي والعشائري.

## التوزيع والتفاعل الشعبي
حى الكتاب الأسود بتفاعل شعبي كبير. استقبل الشبان المغادرون المساجد في الخرطوم بعد صلاة الجمعة، نسخًا كثيفة مُدوَّنة على ورق إيه4. كان مثل هذا النشاط في السودان الخاضع للرقابة غير عادي. وُصف هذا الفعل على أنه ثوري. يرى الباحث جيرار برونييه:
لم يقل الكتاب أي شيء للسودانيين الشماليين العاديين الذين لا يعرفونهم بالفعل. ما خلق الصدمة ليس محتويات الكتاب ولكن ببساطة حقيقة أن أحد الأفعال الممنوعة قد كُسرت وأن شخصًا ما [...] قد تجرأ على طباعة ما يعرفه الجميع ولكن لا يريدون التحدث عنه.
أضافت حقيقة أن الكتاب عرّفوا أنفسهم فقط بكونهم "الباحثون عن الحقيقة والعدالة"، بدون مكان للنشر أو إشعار حقوق النشر غموضًا حول الكتاب. وُزع على مدى ثلاثة أيام 1600 نسخة - 800 في الخرطوم و 500 في أجزاء أخرى من السودان (باستثناء الجنوب) و 300 في الخارج. وبحسب ما ورد تم ترك نسخ على مكاتب الرئيس عمر البشير وغيره من كبار المسؤولين الحكوميين أثناء خروجهم للصلاة.
وشنت الصحف الحكومية هجمات على الكتاب في الصفح الأولى، واصفة المؤلفين بـ "القبائل". وحاولت قوات الأمن اكتشاف المؤلفين، فيما ترددت شائعات عن طرد عدد من صغار موظفي الحكومة بعد العثور على نسخ على مكاتب الوزراء. فُحصت دور النشر وتم استجواب الصحفيين والأكاديميين وغيرهم من الكتاب المعروفين لتحديد أصل الكُتاب. ومع ذلك ، فقد صدر الكتاب بالفعل ونُشر. قدر أحد التقديرات العدد الإجمالي للنسخ المصورة التي أصدرها أصحاب الكتاب سرًا بـ 50000 نسخة. ونُقل عن صاحب محل تصوير بالخرطوم قوله "لم أطبع ما لا يقل عن 100 نسخة لعملائنا، الذين أحيانًا ما نفرض عليهم رسومًا أكثر نظرًا للمخاطر التي ينطوي عليها نسخ المستندات غير القانونية." ونظرًا لارتفاع مستويات الأمية في السودان، سمع معظم الناس عن الكتاب الأسود شفهيًا. وعلى الرغم من كون الكتاب مُثيرًا للجدل، إلا أنه سرعان ما أصبح موضوعًا رئيسيًا للخطاب السياسي السوداني. وجدت الفصائل السياسية التي كانت تقوم بحملات للحصول على الدعم في الغرب أن النقاش السياسي دار حول مشروع الطريق السريع الغربي ورواتب موظفي الخدمة المدنية خاصة المعلمين، والكتاب الأسود.
| المنطقة | مجموع المصروفات للفرد | مجموع إيرادات للفرد | الدعم مالي للفرد | تطوير المصروفات للفرد |
| ------- | --------------------- | ------------------- | ---------------- | --------------------- |
| الشمال  | 100.0                 | 100.0               | 100.0            | 100.0                 |
| الوسط   | 104.0                 | 134.1               | 16.8             | 245.5                 |
| الخرطوم | 161.5                 | 213.7               | 13.3             | 532.9                 |
| الشرق   | 73.7                  | 98.4                | 1.6              | 79.5                  |
| الغرب   | 44.1                  | 43.9                | 43.3             | 17.0                  |
| دارفور  | 40.6                  | 41.5                | 35.1             | 17.2                  |
| كردفان  | 49.9                  | 47.6                | 57.5             | 15.5                  |

أجرى أليكس كوبهام من جامعة أكسفورد دراسة موازية في عام 2005، في محاولة للتحقق مرة أخرى من استنتاجات الكتاب حول عدم المساواة الوطنية بما في ذلك تحليل الدخل والإنفاق حسب المنطقة لتحديد ما إذا كان هناك نمط من التفرقة بين المناطق . واستنتج
لا شك في أن الدكتاتورية الحالية كانت ضارة بالتنمية البشرية للمناطق خارج الشمال والخرطوم. ولا شك في أن البيانات تدعم الادعاءات الواردة في الكتاب الأسود بأن السودان قد انحاز لصالح تلك المناطق بشكل غير متناسب على حساب كل المناطق الأخرى.

## التأليف والسياق
عاد الإسلامي حسن الترابي من المنفى في أوائل الثمانينيات، واستولى على السلطة في انقلاب عسكري في عام 1989. بدا الترابي وكأنه يعد بالإسلام السياسي كحل، إذ يمكن للناس بالعمل الجاد والصدق وبشعورهم كجزء من الأمة أن يحلوا المشاكل السياسية والاجتماعية التي تعصف بالبلاد. توافد العديد من المسلمين من المناطق المحرومة في غرب وشرق ووسط السودان على الترابي. ومع ذلك، كان المشروع الإسلامي ينهار بحلول منتصف التسعينيات بسبب الفساد الراسخ والغضب المنتشر من إهدار الأرواح في الحرب الأهلية السودانية الثانية مع الجنوب. وفي عام 1998، تمكن الترابي من تنصيب نفسه رئيسًا لمجلس النواب في ظل المؤتمر الوطني الجديد. ومع ذلك، انشق علي عثمان طه التابع للترابي إلى جانب البشير. وأعلن البشير في ديسمبر 1999 حالة الطوارئ، وجرد الترابي من منصبه وسلطته.
ادعى نقاد الكتاب باستمرار، وخاصةً المسؤولين الحكوميين المرتبطين بالبشير أن الكتاب تم تأليفه بتوجيه من الترابي. ونفى الترابي أي صلة له بالكتاب أو بحركة العدل والمساواة. ذكر الكُتاب  أن الترابي والحكومة الحاكمة كانوا جميعًا مرتبطين من خلال الجبهة الوطنية الإسلامية، لكن الترابي لا علاقة له بكتابة الكتاب الأسود.
تعود جذور الكتاب إلى عام 1993، عندما بدأت خلية من أعضاء الجبهة القومية الإسلامية بمن فيهم خليل إبراهيم وزير التربية والتعليم السابق بدارفور بالاجتماع سراً في الفاشر لمناقشة إمكانية إصلاح الجبهة القومية الإسلامية من الداخل. وتشكلت خلية سرية ثانية عام 1994 في كردفان وثالثة في الخرطوم عام 1997. كان معظم أعضاء خلية الخرطوم من خريجي الجامعات ومعظمهم من الإسلاميين. قرر المنشقون في العام الذي تشكلت فيه خلية الخرطوم أن خطوتهم الأولى يجب أن تكون إعلام الجمهور بالمشاكل الهيكلية. تشكلت لجنة من 25 رجلاً لجمع المعلومات والبدء في الكتابة. يسمي جولي فلينت وأليكس دي وال الكتاب الأسود "نعي الثورة الإسلامية". وبحلول وقت نشره، كان أعضاء الخلية مع ذلك قد قرروا بالفعل أن الإصلاح الداخلي مستحيل وأن المقاومة المسلحة هي المسار الوحيد، وأرسلوا عشرين من قادتهم في عام 2001 لبدء التنظيم بشكل علني. وفي أغسطس 2001، أعلن خليل إبراهيم عن انشاء حركة العدل والمساواة باعتبارها مجموعة من شأنها أن تشكل شريكًا للأقلية مع حركة تحرير السودان العلمانية الموجودة بالفعل في دارفور. وبعد عام بالضبط من الإعلان عن الحركة، صدر الجزء الثاني من الكتاب الأسود على موقع حركة العدل والمساواة. انضم جميع المؤلفين تقريبًا إلى حركة العدل والمساواة أو حركات المقاومة العلمانية. واصلت حركة العدل والمساواة تمردها المسلح في دارفور حتى أكتوبر / تشرين الأول عام 2006م، في نزاع أدى إلى تشريد مئات الآلاف.